# Nerastria antonita
Nerastria antonita là một loài bướm đêm trong họ Noctuidae.